# Phoroncidia coracina
Phoroncidia coracina là một loài nhện trong họ Theridiidae.
Loài này thuộc chi Phoroncidia. Phoroncidia coracina được Eugène Simon miêu tả năm 1899.